# Alí Soto
Alí Soto Macías (20 de agosto de 1993), es un luchador mexicano de lucha grecorromana. Participó en Mundial de 2015 consiguiendo la 27.ª posición. Ganó una medalla de plata en los Juegos Panamericanos de 2015 y de bronce en Juegos Centroamericanos y del Caribe de 2014. Obtuvo dos medallas en Campeonato Panamericano, de plata en 2016. Tercero en el Campeonato Centroamericano y del Caribe de 2014 y en Campeonato Mundial Junior de 2012.